# Trabajo emocional
El trabajo emocional es el proceso de gestionar sentimientos y expresiones para cumplir con los requisitos emocionales de un trabajo. Más específicamente, se espera que los trabajadores regulen sus personalidades durante las interacciones con clientes, compañeros de trabajo, clientes y gerentes. Esto incluye el análisis y la toma de decisiones en términos de la expresión de la emoción, ya sea realmente sentida o no, así como su opuesto: la supresión de las emociones que se sienten pero no se expresan. Esto se hace para producir un cierto sentimiento en el cliente o cliente que permitirá que la empresa u organización tenga éxito.
Los roles que se han identificado como que requieren trabajo emocional incluyen aquellos involucrados en la educación, la administración pública, el derecho, el cuidado infantil, la atención médica, el trabajo social, la hospitalidad, los medios de comunicación, la defensa y el espionaje. A medida que determinadas economías pasan de una economía manufacturera a una basada en servicios, se espera que más trabajadores en una variedad de campos ocupacionales manejen sus emociones de acuerdo con las demandas de los empleadores en comparación con hace sesenta años.

## Definición

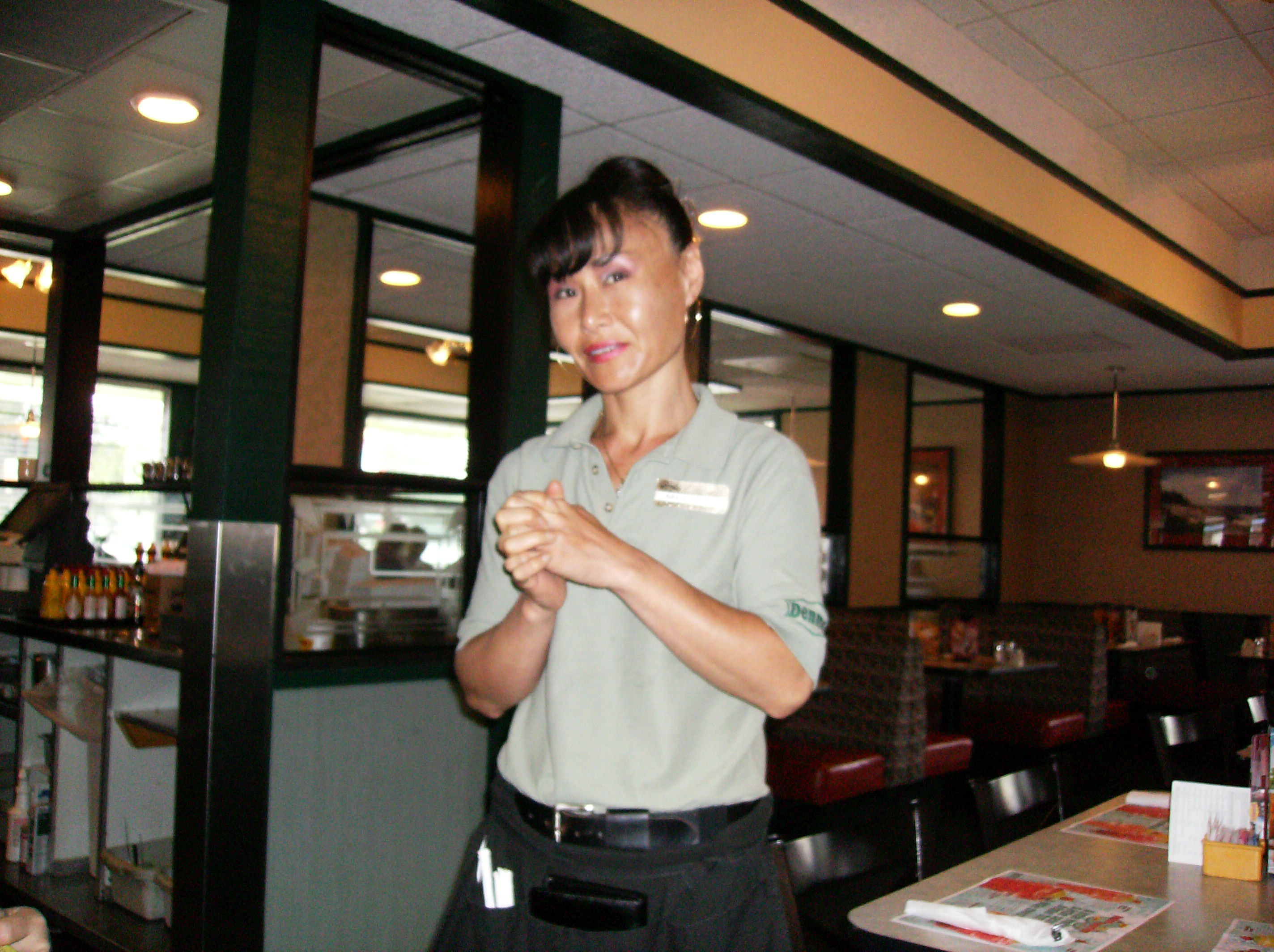
Se espera que una camarera en un restaurante realice un trabajo emocional, como sonreír y expresar emociones positivas hacia los clientes.

La socióloga Arlie Hochschild dio la primera definición de trabajo emocional, que consiste en mostrar ciertas emociones para cumplir con los requisitos de un trabajo. El término relacionado trabajo de emociones (también llamado "manejo de emociones") se refiere a mostrar ciertas emociones con fines personales, como dentro de la esfera privada del hogar o en las interacciones con familiares y amigos . Hochschild identificó tres estrategias de regulación de las emociones: cognitiva, corporal y expresiva. Dentro del trabajo cognitivo emocional, se intenta cambiar imágenes, ideas o pensamientos con la esperanza de cambiar los sentimientos asociados con ellos. Por ejemplo, uno puede asociar una imagen familiar con sentirse feliz y pensar en dicha imagen cada vez que intenta sentirse feliz. Dentro del trabajo de las emociones corporales, se intenta cambiar los síntomas físicos para crear la emoción deseada. Por ejemplo, uno puede intentar respirar profundamente para reducir la ira. Dentro del trabajo de la emoción expresiva, se intenta cambiar los gestos expresivos para cambiar los sentimientos internos, como sonreír cuando se intenta sentirse feliz.
Si bien el trabajo emocional ocurre dentro de la esfera privada, el trabajo emocional es la gestión de las emociones dentro del lugar de trabajo de acuerdo con las expectativas del empleador. Los trabajos que implican trabajo emocional se definen como aquellos que:
1. requieren contacto cara a cara o de voz a voz con el público.
2. exigir al trabajador que produzca un estado emocional en otra persona.
3. permitir al empleador, a través de capacitación y supervisión, ejercer cierto grado de control sobre las actividades emocionales de los empleados.[3]

Hochschild (1983) sostiene que dentro de este proceso de mercantilización, los trabajadores de servicios están distanciados de sus propios sentimientos en el lugar de trabajo.

## Uso alternativo
El término se ha aplicado en contextos modernos para referirse a las tareas domésticas, específicamente al trabajo no remunerado que a menudo se espera de las mujeres, por ejemplo, tener que recordarle a su pareja las tareas domésticas. El término también puede referirse al asesoramiento informal, como brindar consejo a un amigo o ayudar a alguien durante una ruptura. Cuando se entrevistó a Hochschild sobre este cambio de uso, ella describió que había sufrido un cambio de concepto, expresando que hacía que el concepto fuera más borroso y que a veces se aplicaba a cosas que eran simplemente trabajo, aunque la forma en que llevar a cabo este trabajo hacía sentir a una persona también podía convertirlo en un trabajo emocional.

## Determinantes
1. Normas sociales, ocupacionales y organizativas. Por ejemplo, la evidencia empírica indica que en tiendas típicamente "concurridas" hay más legitimidad para expresar emociones negativas que en tiendas típicamente "lentas", en las que se espera que los empleados se comporten de acuerdo con las reglas de exhibición.[11] De ahí que la cultura emocional a la que se pertenece influya en el compromiso del empleado con esas reglas.
2. Rasgos de disposición y sentimiento interno en el trabajo; como la expresividad emocional de los empleados, que se refiere a la capacidad de utilizar expresiones faciales, voz, gestos y movimientos corporales para transmitir emociones;[12] o el nivel de identidad profesional de los empleados (la importancia del rol profesional para la identidad propia ), lo que les permite expresar las emociones deseadas organizacionalmente más fácilmente (porque hay menos discrepancia entre el comportamiento expresado y la experiencia emocional cuando participan en su trabajo).[13]
3. Regulación de supervisión de las reglas de exhibición; Es probable que los supervisores sean definidores importantes de las reglas de exhibición a nivel laboral, dada su influencia directa en las creencias de los trabajadores sobre las expectativas de alto desempeño. Además, las impresiones de los supervisores sobre la necesidad de suprimir las emociones negativas en el trabajo influyen en las impresiones de los empleados sobre esa regla de exhibición.[14]

## Actuación superficial y profunda
El texto fundamental de Arlie Hochschild dividió el trabajo emocional en dos componentes: actuación superficial y actuación profunda. La actuación superficial ocurre cuando los empleados muestran las emociones necesarias para un trabajo sin cambiar cómo se sienten realmente. La actuación profunda es un proceso que requiere esfuerzo mediante el cual los empleados cambian sus sentimientos internos para alinearlos con las expectativas de la organización, produciendo manifestaciones emocionales más naturales y genuinas. Aunque los procesos subyacentes difieren, el objetivo de ambos suele ser mostrar emociones positivas, que se supone que impactan los sentimientos de los clientes y los resultados finales (por ejemplo, ventas, recomendaciones positivas y repetición de negocios).  Sin embargo, las investigaciones en general han demostrado que la actuación superficial es más perjudicial para la salud de los empleados. Sin una consideración de los valores éticos, las consecuencias del trabajo emocional en los empleados pueden volverse fácilmente negativas. La ética empresarial puede utilizarse como guía para los empleados sobre cómo presentar sentimientos que sean coherentes con los valores éticos y puede mostrarles cómo regular sus sentimientos de forma más fácil y cómoda mientras trabajan.

## Carreras

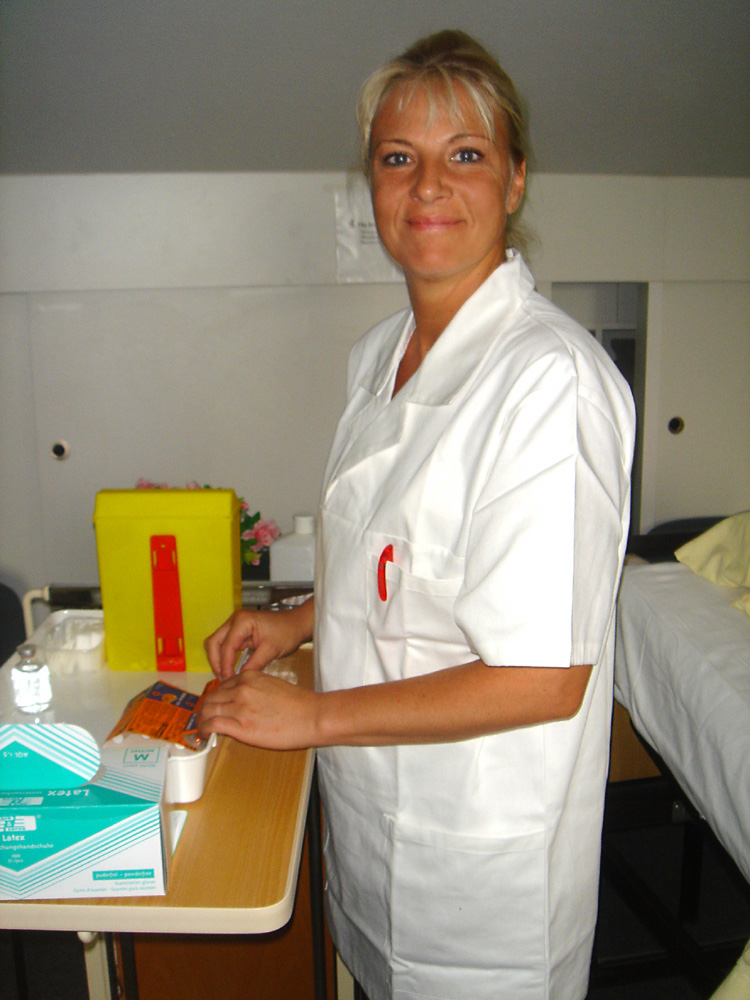
Se espera que una enfermera que trabaja en un hospital exprese emociones positivas hacia los pacientes, como calidez y compasión.

En el pasado, las demandas laborales emocionales y las reglas de exhibición se consideraban una característica de ocupaciones particulares, como trabajadores de restaurantes, cajeros, trabajadores de hospitales, cobradores de facturas, consejeros, secretarias y enfermeras. Sin embargo, las reglas de exhibición se han conceptualizado no sólo como requisitos de rol de grupos ocupacionales particulares, sino también como demandas laborales interpersonales, que son compartidas por muchos tipos de ocupaciones.

### Maestros
Zang et al. (2019) observaron a profesores en China, utilizando cuestionarios que los investigadores preguntaron sobre su experiencia docente y su interacción con los niños y sus familias. Según numerosos estudios, la educación infantil es importante para el desarrollo del niño, lo que puede tener un efecto en el trabajo emocional de los maestros, además de que su trabajo emocional tenga un efecto en los niños. Un gran enfoque en este estudio fue el uso de la actuación superficial en maestros de primera infancia. Zang et al. (2019) descubrieron que la actuación superficial se usaba significativamente menos que la actuación profunda y natural en los maestros de jardín de infantes, además de que los maestros de primera infancia tienen menos probabilidades de fingir o reprimir sus sentimientos. También descubrieron que los profesores más experimentados tenían niveles más altos de trabajo emocional, porque tenían más habilidades para reprimir sus emociones o estaban menos motivados a actuar superficialmente.

### Cobradores de facturas
En 1991, Sutton realizó un estudio cualitativo en profundidad sobre los cobradores de facturas en una agencia de cobranza. Descubrió que, a diferencia de los otros trabajos descritos aquí, donde los empleados deben actuar alegres y preocupados, los cobradores de facturas son seleccionados y socializados para mostrar irritación ante la mayoría de los deudores. Específicamente, la agencia de cobros contrató agentes que parecían excitarse fácilmente. Luego, los agentes recién contratados recibieron capacitación sobre cuándo y cómo mostrar distintas emociones a diferentes tipos de deudores. Mientras trabajaban en la agencia de cobranza, sus supervisores los vigilaban de cerca para asegurarse de que con frecuencia transmitieran urgencia a los deudores.
La labor emocional de los cobradores consiste en no dejar que los deudores enojados y hostiles los hagan enojar y no sentirse culpables por presionar a los deudores amigos para pedir dinero. Se enfrentaron a los deudores enojados mostrando públicamente su enojo o haciendo bromas cuando colgaban el teléfono. Minimizaron la culpa que sentían al mantenerse emocionalmente distanciados de los deudores.

### Trabajadores de cuidado infantil

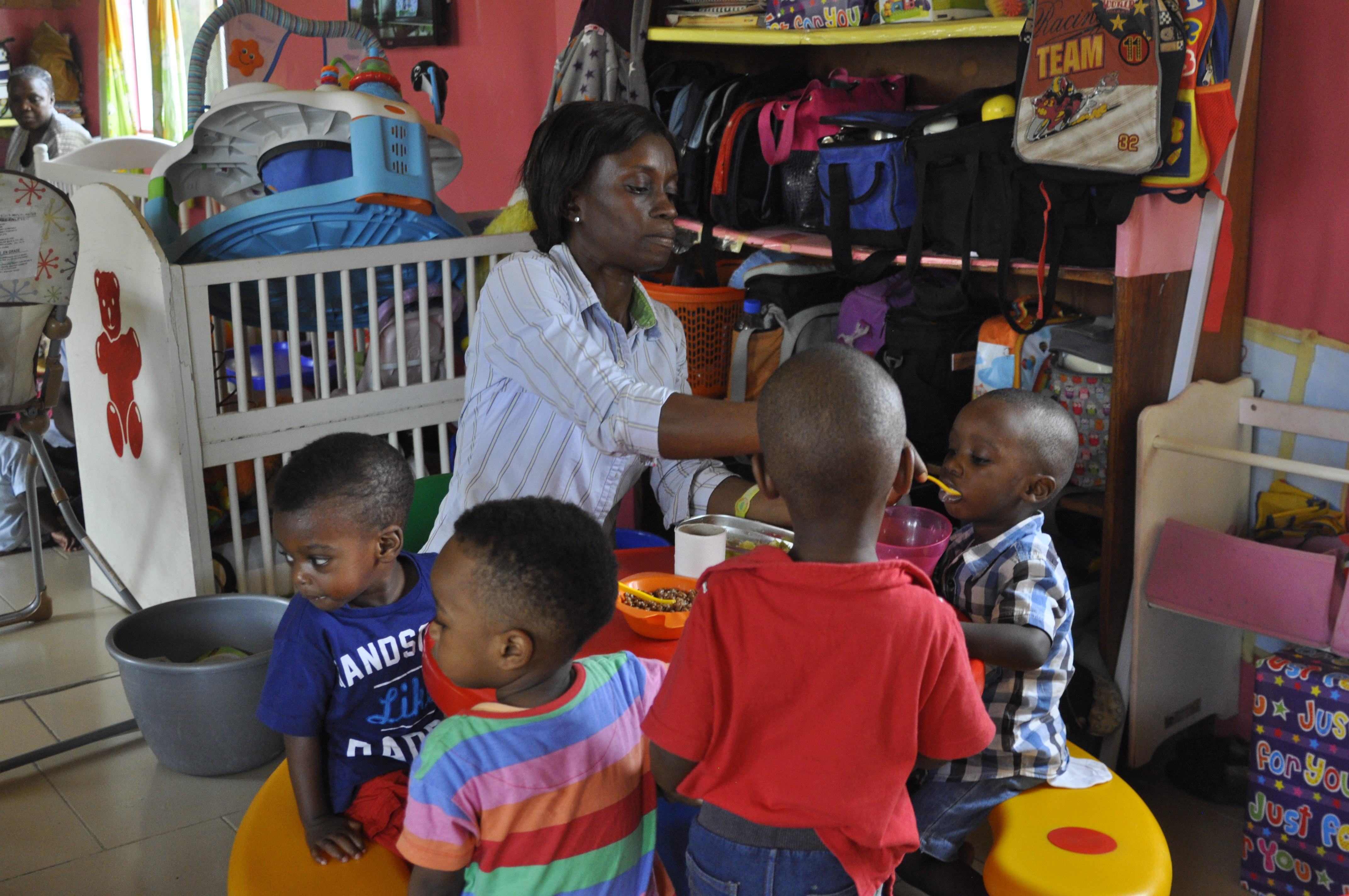
Trabajadora de cuidado infantil en una guardería en Nigeria

Las habilidades involucradas en el cuidado de los niños a menudo se consideran innatas a las mujeres, lo que hace que los componentes del cuidado de los niños sean invisibles. Sin embargo, varios académicos no sólo han estudiado la dificultad y las habilidades requeridas para el cuidado de los niños, sino que también han sugerido que el trabajo emocional del cuidado de los niños es único y debe estudiarse de manera diferente.  Realizar un trabajo emocional requiere el desarrollo de capital emocional, y eso sólo puede desarrollarse a través de la experiencia y la reflexión. A través de entrevistas semiestructuradas, Edwards (2016) encontró que había dos componentes del trabajo emocional en el cuidado infantil además de los dos originales de Hochschild: consonancia emocional y supresión.  Edwards (2016) definió la supresión como ocultar la emoción y la consonancia emocional como experimentar naturalmente la misma emoción que se espera que uno sienta por el trabajo.

### Trabajadores de la industria alimentaria

#### Camareros

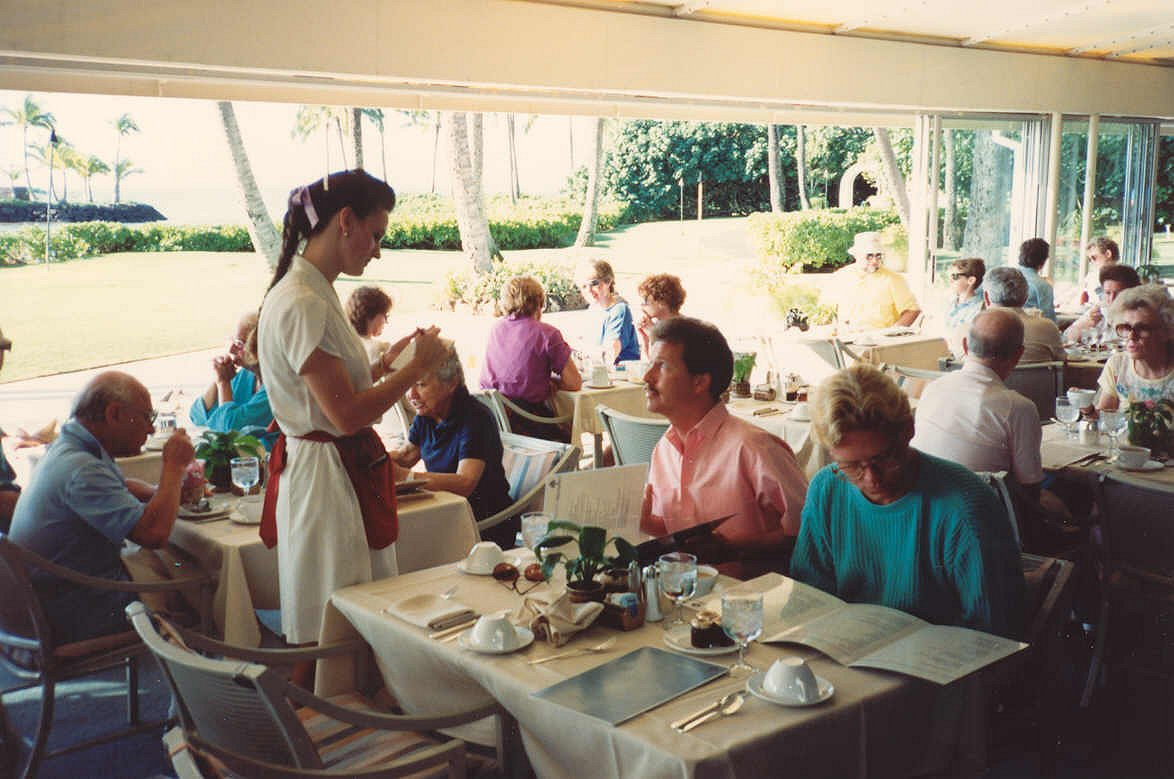
Una camarera tomando un pedido en un restaurante americano.

En su estudio de 1991 sobre camareras en Filadelfia, Paules examina cómo estos trabajadores ejercen control y protegen su propia identidad durante las interacciones con los clientes. En el trabajo de restaurante, sostiene Paules, la subordinación de los trabajadores a los clientes se refuerza a través de "símbolos culturales que se originan en suposiciones profundamente arraigadas sobre el trabajo de servicios ". Debido a que las camareras no estaban estrictamente reguladas por sus empleadores, las interacciones de las camareras con los clientes estaban controladas por las propias camareras. Aunque están estigmatizadas por los estereotipos y suposiciones de servidumbre que rodean el trabajo en restaurantes, las camareras estudiadas no se vieron afectadas negativamente por sus interacciones con los clientes. Por el contrario, consideraban que su capacidad para gestionar sus emociones era una habilidad valiosa que podía utilizarse para controlar a los clientes. Así, las camareras de Filadelfia aprovecharon la falta de trabajo emocional regulado por el empleador para evitar las consecuencias potencialmente negativas del trabajo emocional.
Aunque Paules destaca las consecuencias positivas del trabajo emocional para una población específica de camareras, otros académicos también han encontrado consecuencias negativas del trabajo emocional dentro de la industria de las camareras. A lo largo de dieciocho meses de investigación de observación participante, Bayard De Volo (2003) descubrió que las camareras de los casinos son altamente monitoreadas y sobornadas monetariamente para realizar trabajos emocionales en el lugar de trabajo. En concreto, Bayard De Volo (2003) sostiene que a través de un ambiente sexualizado y un generoso sistema de propinas, tanto los propietarios de los casinos como los clientes controlan el comportamiento y la apariencia de las camareras para su propio beneficio y placer. Aunque las camareras tienen sus propias formas de mecanismos de resistencia individuales y colectivas, el monitoreo intenso y consistente de sus acciones por parte de la gerencia del casino hace difícil cambiar la dinámica de poder en el lugar de trabajo del casino.

#### Empleados de comida rápida
Mediante el uso de observación participante y entrevistas, Leidner (1993) examina cómo los empleadores en los restaurantes de comida rápida regulan las interacciones de los trabajadores con los clientes. Según Leidner (1993), los empleadores intentan regular las interacciones de los trabajadores con los clientes sólo bajo ciertas condiciones. Específicamente, cuando los empleadores intentan regular las interacciones entre trabajadores y clientes, creen que "la calidad de la interacción es importante para el éxito de la empresa", que los trabajadores "no pueden o no quieren llevar a cabo las interacciones apropiadamente por sí solos" y que las "tareas en sí mismas no son demasiado complejas ni dependen del contexto". Según Leidner (1993), regular las interacciones de los empleados con los clientes implica estandarizar las interacciones personales de los trabajadores con los clientes. En los restaurantes de comida rápida McDonald's del estudio de Leidner (1993), estas interacciones están estrictamente programadas y el cumplimiento de los guiones y regulaciones por parte de los trabajadores se monitorea de cerca.
Además de examinar los intentos de los empleadores de regular las interacciones entre empleados y clientes, Leidner (1993) examina cómo responden los trabajadores de restaurantes de comida rápida a estas regulaciones. Según Leidner (1993), satisfacer las expectativas de los empleadores requiere que los trabajadores realicen alguna forma de trabajo emocional. Por ejemplo, se espera que los trabajadores de McDonald's reciban a los clientes con una sonrisa y una actitud amistosa, independientemente de su estado de ánimo o temperamento en ese momento. Leidner (1993) sugiere que el cumplimiento rígido de estas expectativas es al menos potencialmente perjudicial para el sentido de identidad y de sí mismos de los trabajadores. Sin embargo, Leidner (1993) no vio las consecuencias negativas del trabajo emocional en los trabajadores que estudió. En cambio, los trabajadores de McDonald's intentaron individualizar sus respuestas a los clientes en pequeñas formas. Específicamente, utilizaron el humor o la exageración para demostrar su rebelión contra la estricta regulación de las interacciones entre empleados y clientes.

### Médicos
Según Larson y Yao (2005), la empatía debería caracterizar las interacciones de los médicos con sus pacientes porque, a pesar de los avances en la tecnología médica, la relación interpersonal entre médicos y pacientes sigue siendo esencial para una atención sanitaria de calidad. Larson y Yao (2005) sostienen que los médicos consideran la empatía una forma de trabajo emocional. Específicamente, según Larson y Yao (2005), los médicos realizan un trabajo emocional a través de una actuación profunda al sentir una empatía sincera antes, durante y después de las interacciones con los pacientes. Por otro lado, Larson y Yao (2005) sostienen que los médicos actúan superficialmente cuando fingen conductas empáticas hacia el paciente. Aunque Larson y Yao (2005) sostienen que se prefiere la actuación profunda, los médicos pueden confiar en la actuación superficial cuando la empatía sincera hacia los pacientes es imposible. En general, Larson y Yao (2005) sostienen que los médicos son más eficaces y disfrutan de una mayor satisfacción profesional cuando muestran empatía a través de una actuación profunda debido al trabajo emocional.

### Trabajo policial
Según Martin (1999), el trabajo policial implica cantidades sustanciales de trabajo emocional por parte de los agentes, quienes deben controlar sus propias manifestaciones faciales y corporales de emociones en presencia de otros agentes y ciudadanos. Aunque la actividad policial a menudo se considera un trabajo estereotipadamente masculino que se centra en la lucha contra el crimen, la actividad policial también requiere que los agentes mantengan el orden y proporcionen una variedad de servicios interpersonales. Por ejemplo, la policía debe tener una presencia dominante que les permita actuar con decisión y mantener el control en situaciones impredecibles y, al mismo tiempo, tener la capacidad de escuchar y hablar activamente con los ciudadanos. Según Martin (1999), un agente de policía que muestra demasiada ira, simpatía u otras emociones mientras se enfrenta al peligro en el trabajo será visto por los demás agentes como alguien incapaz de soportar las presiones del trabajo policial, debido a sus opiniones sexistas. de muchos agentes de policía. Si bien es capaz de equilibrar esta autogestión de las emociones frente a otros agentes, la policía también debe restablecer el orden de manera asertiva y utilizar habilidades interpersonales efectivas para ganarse la confianza y el cumplimiento de los ciudadanos. En última instancia, la capacidad de los agentes de policía para participar eficazmente en un trabajo emocional afecta la forma en que los ven otros agentes y ciudadanos.

### Administración Pública
Muchos académicos sostienen que la cantidad de trabajo emocional requerido entre todos los niveles de gobierno es mayor en el nivel local. Es a nivel de las ciudades y condados donde recae la responsabilidad de la preparación diaria para emergencias, los bomberos, las fuerzas del orden, la educación pública, la salud pública y los servicios para familias y niños. Los ciudadanos de una comunidad esperan de su gobierno el mismo nivel de satisfacción que el que obtienen en un trabajo orientado al servicio al cliente. Esto requiere una considerable cantidad de trabajo tanto para los empleados como para los empleadores en el ámbito de la administración pública. Mastracci y Adams (2017) analizan a los servidores públicos y cómo pueden correr el riesgo de verse alienados debido a las demandas laborales emocionales no respaldadas de sus trabajos. Esto puede provocar una actuación superficial y desconfianza en la dirección. Hay dos comparaciones que representan el trabajo emocional dentro de la administración pública, "Trabajo Racional versus Trabajo Emocional" y "Trabajo Emocional versus Inteligencia Emocional".

#### Actuación
Muchos académicos sostienen que cuando los administradores públicos realizan un trabajo emocional, se enfrentan a situaciones significativamente más sensibles que los empleados de la industria de servicios. La razón de esto es que están en la primera línea del gobierno y los ciudadanos esperan que les atiendan de manera rápida y eficiente. Cuando se enfrentan a un ciudadano o un compañero de trabajo, los administradores públicos utilizan la detección emocional para evaluar el estado emocional del ciudadano necesitado. Luego, los trabajadores hacen un balance de su propio estado emocional para asegurarse de que la emoción que expresan sea apropiada para sus roles. Al mismo tiempo, deben determinar cómo actuar para obtener la respuesta deseada tanto del ciudadano como de los compañeros de trabajo. Los Administradores Públicos realizan una labor emocional a través de cinco estrategias diferentes: Primeros Auxilios Psicológicos, Compartimentos y Armarios, Calma Loca, Humor y Sentido Común.

#### Definición: trabajo racional versus trabajo emocional
Según Mary Guy, la administración pública no sólo se centra en el aspecto empresarial de la administración, sino también en el personal. No se trata sólo de cobrar la factura del agua o las ordenanzas territoriales para construir una nueva propiedad, sino también de la calidad de vida y el sentido de comunidad que los funcionarios de la ciudad asignan a los individuos. El trabajo racional es la capacidad de pensar cognitiva y analíticamente, mientras que el trabajo emocional significa pensar de forma más práctica y con más razón.

#### Definición: inteligencia versus inteligencia emocional
Saber reprimir y gestionar los propios sentimientos se conoce como inteligencia emocional. La capacidad de controlar las propias emociones y poder hacerlo a un alto nivel garantiza la propia capacidad de servir a los necesitados. La inteligencia emocional se realiza mientras se realiza el trabajo emocional, y sin una el otro no puede existir.

## Género
Macdonald y Sirianni (1996) utilizan el término "proletariado emocional" para describir trabajos de servicios en los que "los trabajadores ejercen un trabajo emocional en el que se les exige que muestren amabilidad y deferencia hacia los clientes". Debido a la deferencia, estas ocupaciones tienden a ser estereotipadas como trabajos femeninos, independientemente del número real de mujeres que trabajan en el trabajo. Según Macdonald y Sirianni (1996), debido a que la deferencia es una característica que se exige a todos aquellos que ocupan posiciones estructurales desfavorecidas, especialmente a las mujeres, cuando la deferencia se convierte en un requisito laboral, es probable que las mujeres estén sobrerrepresentadas en estos empleos. Macdonald y Sirianni (1996) afirman que "en ninguna otra área del trabajo asalariado las características personales de los trabajadores están tan fuertemente asociadas con la naturaleza del trabajo". Así, según Macdonald y Sirianna (1996), aunque todos los trabajadores empleados dentro de la economía de servicios pueden tener dificultades para mantener su dignidad e identidad propia debido a las demandas del trabajo emocional, tal cuestión puede ser especialmente problemática para trabajadoras.
El trabajo emocional también afecta a las mujeres al perpetuar la segregación ocupacional y la brecha salarial de género. La segregación laboral, que es la tendencia sistemática de hombres y mujeres a trabajar en ocupaciones diferentes, se cita a menudo como la razón por la que las mujeres carecen de la misma remuneración que los hombres. Según Guy y Newman (2004), la segregación ocupacional y, en última instancia, la brecha salarial de género puede atribuirse, al menos en parte, al trabajo emocional. Específicamente, las tareas relacionadas con el trabajo que requieren un trabajo emocional que se considera natural para las mujeres, como el cuidado y la empatía, son requisitos de muchas ocupaciones dominadas por mujeres. Sin embargo, según Guy y Newman (2004), estas tareas laborales feminizadas no forman parte de las descripciones de trabajo formales ni de las evaluaciones de desempeño: "Excluido de las descripciones de trabajo y de las evaluaciones de desempeño, el trabajo es invisible y no está remunerado. El servicio público depende en gran medida de tales habilidades". "Sin embargo, los sistemas de servicio civil, que están diseñados sobre los supuestos de una época pasada, no reconocen ni compensan el trabajo emocional". Según Guy y Newman (2004), las mujeres que trabajan en puestos que requieren trabajo emocional además del trabajo regular no son compensadas por este trabajo adicional debido a la noción sexista de que se espera que realicen trabajo adicional por el hecho de ser trabajadoras. mujer. Guy y Azhar (2018) encontraron que las expresiones emotivas entre sexos se ven afectadas por la cultura. Este estudio encontró que existe variabilidad en la forma en que mujeres y hombres interpretan las palabras emotivas y, específicamente, los resultados mostraron que la cultura jugó un papel muy importante en estas diferencias de género.

## Discapacidad
Las personas con discapacidad forman parte cada vez más de la fuerza laboral, debido a las actitudes sociales sobre la inclusión y las presiones neoliberales en torno a la reducción del bienestar. Los roles que requieren trabajo emocional pueden ser más difíciles de desempeñar para las personas con ciertos tipos de discapacidades. Además, los lugares de trabajo pueden requerir que los trabajadores con discapacidad minimicen sus deficiencias para "encajar", lo que representa una carga adicional de trabajo emocional.

## Trascendencia
Las manifestaciones afectivas positivas en las interacciones de servicio, como sonreír y transmitir amabilidad, se asocian positivamente con sentimientos positivos del cliente  y resultados importantes, como la intención de regresar, la intención de recomendar una tienda a otros y la percepción de la calidad general del servicio. Existe evidencia de que el trabajo emocional puede provocar agotamiento emocional y agotamiento de los empleados con el tiempo, y también puede reducir la satisfacción laboral de los empleados. Es decir, un mayor grado de uso de la regulación emocional en el trabajo se relaciona con niveles más altos de agotamiento emocional de los empleados  y niveles más bajos de satisfacción laboral de los empleados.
Existe evidencia empírica de que niveles más altos de demandas laborales emocionales no se recompensan uniformemente con salarios más altos. Más bien, la recompensa depende del nivel de demandas cognitivas generales requeridas por el trabajo. Es decir, las ocupaciones con altas demandas cognitivas evidencian retornos salariales con crecientes demandas laborales emocionales; mientras que las ocupaciones con bajas exigencias cognitivas evidencian una "penalización" salarial con crecientes demandas laborales emocionales. Además, se ha descubierto que las innovaciones que aumentan el empoderamiento de los empleados (como la conversión en cooperativas de trabajadores, esquemas de coadministración o estructuras laborales aplanadas) aumentan los niveles de trabajo emocional de los trabajadores a medida que asumen más responsabilidades en el lugar de trabajo.

### Habilidades de afrontamiento
El afrontamiento ocurre en respuesta al estrés psicológico, generalmente desencadenado por cambios, en un esfuerzo por mantener la salud mental y el bienestar emocional. Los factores estresantes de la vida a menudo se describen como eventos negativos (pérdida de trabajo). Sin embargo, los cambios positivos en la vida (un nuevo trabajo) también pueden constituir factores estresantes en la vida, por lo que requieren el uso de habilidades de afrontamiento para adaptarse. Las estrategias de afrontamiento son los comportamientos, pensamientos y emociones que utiliza para adaptarse a los cambios que ocurren en su vida. El uso de habilidades de afrontamiento ayudará a una persona a mejorar en el lugar de trabajo y a desempeñarse lo mejor que pueda para lograr el éxito. Hay muchas maneras de afrontar y adaptarse a los cambios. Algunas formas incluyen: compartir emociones con compañeros, tener una vida social saludable fuera del trabajo, tener humor y ajustar las expectativas de uno mismo y del trabajo. Estas habilidades de afrontamiento ayudarán a convertir las emociones negativas en positivas y permitirán centrarse más en el público en contraste con uno mismo.

## Otras lecturas
- Abraham, R (May 1998). «Emotional dissonance in organizations: Antecedents, consequences, and moderators». Genetic, Social, and General Psychology Monographs 124 (2): 229-246. PMID 9597747.
- Adelman, P.K. (1995), «Emotional labor as a potential source of job stress»,  en Sauter, S.L.; Murphy, L.R., eds., Organizational risk factors for job stress, Washington, DC: American Psychological Association, pp. 371-381, ISBN 978-1-55798-297-1.
- Ashforth, B. E.; Humphrey, R. H. (1993). «Emotional labor in service roles: The influence of identity». Academy of Management Review 18 (1): 88-115. JSTOR 258824. doi:10.5465/amr.1993.3997508.
- Brotheridge, C. M.; Grandey, A. A. (2002). «Emotional labor and burnout: Comparing two perspectives of 'people work'». Journal of Vocational Behavior 60: 17-39. S2CID 37027572. doi:10.1006/jvbe.2001.1815.
- Brotheridge, C. M.; Lee, R. T. (2002). «Testing a conservation of resources model of the dynamics of emotional labor». Journal of Occupational Health Psychology 7 (1): 57-67. PMID 11827234. doi:10.1037/1076-8998.7.1.57.
- Cropanzano, R.; Rupp, D.E.; Byrne, Z.S. (2003). «The relationship of emotional exhaustion to work attitudes, job performance and organizational citizenship behaviors». Journal of Applied Psychology 88 (1): 160-169. PMID 12675403. doi:10.1037/0021-9010.88.1.160. Archivado desde el original el 15 de febrero de 2010.
- Diefendorff, J. M.; Richard, E. M. (2003). «Antecedents and consequences of emotional display rule perceptions». Journal of Applied Psychology 88 (2): 284-294. PMID 12731712. doi:10.1037/0021-9010.88.2.284.
- Erickson, R. J.; Wharton, A. S. (1997). «Inauthenticity and depression: Assessing the consequences of interactive service work». Work and Occupations 24 (2): 188-213. S2CID 145001059. doi:10.1177/0730888497024002004.
- Friedman, H. S.; Prince, L. M.; Riggio, R. E.; DiMatteo, R. (1980). «Understanding and assessing nonverbal expressiveness: The affective communication test». Journal of Personality and Social Psychology 39 (2): 333-351. S2CID 444767. doi:10.1037/0022-3514.39.2.333.
- Glomb, T.M.; Kammeyer-Mueller, J.; Rotundo, M. (2004). «Emotional Labor Demands and Compensating Wage Differentials». Journal of Applied Psychology 89 (4): 700-714. PMID 15327355. doi:10.1037/0021-9010.89.4.700. Pdf.
- Grandey, A.A. (2000). «Emotion regulation in the workplace: A new way to conceptualize emotional labor». Journal of Occupational Health Psychology 5 (1): 59-100. PMID 10658889. S2CID 18404826. doi:10.1037/1076-8998.5.1.95. Pdf.
- Grandey, A.; Dickter, D.; Sin, H.P. (2004). «The customer is not always right: Customer verbal aggression toward service employees». Journal of Organizational Behavior 25 (3): 397-418. S2CID 144661055. doi:10.1002/job.252. Pdf. Archivado el 15 de abril de 2023 en Wayback Machine.
- Grandey, A.A.; Fisk, G.M.; Steiner, D.D. (2005). «Must "service with a smile" be stressful? The moderate role of personal control for American and French employees». Journal of Applied Psychology 90 (5): 893-904. PMID 16162062. S2CID 41790033. doi:10.1037/0021-9010.90.5.893. Download. Archivado el 27 de julio de 2015 en Wayback Machine.
- Grove, S.J.; Fisk, R.P. (1989), «Impression management in services marketing: a dramaturgical perspective»,  en Giacalone, R.A.; Rosenfeld, P., eds., Impression Management in the Organization, Hillsdale, New Jersey: Lawrence Erlbaum, pp. 427-438, ISBN 978-0-8058-0696-0.
- Gross, J (1998a). «Antecedent- and response-focused emotion regulation: Divergent consequences for experience, expression, and physiology». Journal of Personality and Social Psychology 74 (1): 224-237. PMID 9457784. S2CID 3031566. doi:10.1037/0022-3514.74.1.224.
- Gross, J (1998b). «The emerging field of emotion regulation: An integrative review». Review of General Psychology 2 (3): 271-299. S2CID 6236938. doi:10.1037/1089-2680.2.3.271. Archivado desde el original el 22 de mayo de 2005.
- Hochschild, A.R. (1983). The managed heart: commercialization of human feeling. Berkeley: University of California Press. ISBN 978-0-520-05454-7.
- Ito, J.; Brotheridge, C. (2003). «Resources, coping strategies, and emotional exhaustion: A conservation of resources perspective». Journal of Vocational Behavior 63 (3): 490-509. doi:10.1016/s0001-8791(02)00033-7.
- Parasuraman, A.; Zeithaml, V.A.; Berry, L.L. (Spring 1988). «SERVQUAL: a multiple-item scale for measuring customer perceptions of service quality». Journal of Retailing 64 (1): 12-40. Pdf.
- Pugliesi, K (1999). «The consequences of emotional labor in a complex organization». Motivation and Emotion 23 (2): 125-154. S2CID 141064709. doi:10.1023/A:1021329112679.
- Rafaeli, A.; Sutton, R. I. (1989). «The expression of emotion in organizational life». Research in Organizational Behavior 11: 1-42. Pdf.
- Ragin, Charles C. (1994). Constructing social research: the unity and diversity of method. Thousand Oaks, California: Pine Forge Press. ISBN 978-0-8039-9021-0.
- Sutton, R. I.; Rafaeli, I. (1988). «Untangling the relationship between displayed emotions and organizational sales: The case of convenience stores». Academy of Management Journal 31 (3): 461-487. JSTOR 256456.
- Tracy, S (2000). «Becoming a character for commerce emotion». Management Communication Quarterly 14 (1): 90-128. S2CID 144163747. doi:10.1177/0893318900141004.
- Wichroski, M.R. (1994). «The secretary: invisible labor in the workworld of women». Human Organization 53 (1): 33-41. doi:10.17730/humo.53.1.a1205g53j7334631.
- Wilding, M.; Chae, K.; Jang, J. (2014). «Emotional labor in Korean local government: testing the consequences of situational factors and emotional dissonance». Public Performance & Management Review 38 (2): 316-336. S2CID 144172415. doi:10.1080/15309576.2015.983838.
- Wright, T.A.; Cropanzano, R. (1998). «Emotional exhaustion as a predictor of job performance and voluntary turnover». Journal of Applied Psychology 83 (3): 486-493. PMID 9648526. doi:10.1037/0021-9010.83.3.486.
- Zapf, D (2002). «Emotion work and psychological well-being. A review of the literature and some conceptual considerations». Human Resource Management Review 12 (2): 237-268. doi:10.1016/s1053-4822(02)00048-7.